# Frank Halford
Major Frank Bernard Halford OBE, FraeS (Nottingham, 7 maart 1894 - Northwood (Middlesex), 16 april 1955) was een Brits vliegtuigmotorontwerper. Hij werd vooral bekend van de De Havilland Gipsy-motoren die in de jaren twintig en -dertig in veel Britse vliegtuigen gebruikt werden. Hij werkte veel samen met Harry Ricardo en ontwikkelde ook motorfietsen en een raceauto.

## Carrière
Frank Halford ging naar de Felsted School voor gemengd onderwijs. In 1913 verliet hij, nog voordat hij afgestudeerd was, de Universiteit van Nottingham om vlieglessen te nemen bij de Bristol Flying School op Brooklands, waar hij later vlieginstructeur zou worden. In 1914 ging hij naar het Aeronautical Inspection Department van het War Office. 
Bij het uitbreken van de Eerste Wereldoorlog ging hij bij Royal Flying Corps waarbij hij aan het front vocht. Hij werd echter teruggeroepen om de watergekoelde zescilinder Austro-Daimler-motor door te ontwikkelen tot de Beardmore Halford Pullinger-vliegtuigmotor. De motor zou later weer door Siddeley-Deasy worden doorontwikkeld tot de Siddeley Puma. 
Na de oorlog trad hij in dienst bij het bedrijf van Harry Ricardo, Engine Patents Ltd. Daar ontwikkelde hij de kopklepmotor die hij in een Triumph Model SD-frame monteerde, waardoor het Triumph Model R(icardo) ontstond. De 500cc-motor voldeed uitstekend, hij leverde 20 pk, vergelijkbaar met een 1.500cc-automotor, maar het SD-frame was niet gebouwd op zo veel vermogen. Een coureur vergeleek het met een tuinhek met een scharnier in het midden. Halford reed de machine zelf in de Senior TT van 1922, maar werd slechts dertiende. Walter Brandish reed een Triumph-zijklepper en werd daar tweede mee. In 1922 kreeg hij van Harry Ricardo de opdracht om een motorfiets voor Vauxhall Motors te ontwerpen. Het was een luchtgekoelde viercilinderlijnmotor van 931 cc. Bijzonder waren de treeplanken. Deze waren van aluminium. In de linker treeplank zat de uitlaat verborgen en in de rechter een gereedschapsbak. Dit moet de grondspeling wel aanzienlijk hebben beperkt.
De machine had asaandrijving en de beide wielen waren zeer gemakkelijk te demonteren. Tevens kon elke cilinder afzonderlijk afgenomen worden, zonder het blok uit te bouwen. Men kon ook gemakkelijk de koppeling en de versnellingsbak demonteren. In 1924 werd de productie beëindigd en de prototypen en onderdelen werden aan werknemers van de fabriek verkocht.
In opdracht van Airdisco ontwikkelde hij de Puma-vliegtuigmotor door tot de ADC Nimbus. Van de overtollige onderdelen van Renault-motoren bouwde hij voor Airdisco ook een V8. In 1924 ontwierp hij op verzoek van De Havilland de ADC Cirrus-motor.
In 1923 had hij al zijn eigen technisch adviesbureau in Londen geopend, maar hij werkte nog steeds samen met Harry Ricardo. Vanaf 1926 ontwikkelde hij de De Havilland Gipsy-motor, voortbordurend op het succes van de ADC Cirrus. Hij ontwierp ook de Halford Special-raceauto, die erg succesvol was en die hij ook zelf inzette op Brooklands in de Grand Prix van Groot-Brittannië in het seizoen 1926. 
Vanaf 1928 werkte Halford bij D. Napier & Son, waar hij de 3.500 pk-Napier Sabre-vliegtuigmotor ontwierp.
In de jaren dertig werkte Halford samen met Harry Ricardo aan de ontwikkeling van schuivenmotoren. Daar had Ricardo al in 1927 een onderzoek over gepubliceerd. Het was zaak de schuivenmotoren te gebruiken om het bruikbare toerengebied groter te maken en een grotere compressieverhouding bij zuigermotoren toe te passen. Daardoor zou het vermogen groter moeten worden. Ricardo en Halford's werk aan de schuivenmotor beïnvloedde de ontwikkeling Britse vliegtuigmotoren in de jaren dertig en tijdens de Tweede Wereldoorlog. Zij verbeterden prestaties van de Rolls-Royce Merlin-motor van de De Havilland Mosquito door de inlaatlucht te verrijken met zuurstof. Het feit dat ze hun onderzoeken publiceerden, betekende echter dat ook de Luftwaffe ervan profiteerde. Duitsland gebruikte ze om synthetische benzine met een hoge klopvastheid te maken, bijvoorbeeld voor de Focke-Wulf Fw 190, die in 1942 grote verliezen onder de Britse Supermarine Spitfires aanrichtte. Duitse ingenieurs pasten de verbrandingsvertragende waterinjectie (Methanol-Wasser 50) toe, waardoor hun vliegtuigmotoren meer vermogen konden leveren.
Net als Ricardo plc werkte Halford's bedrijfje aan de straalmotor van Frank Whittle. De voor De Havilland gebouwde motor heette aanvankelijk "Halford H.1", maar kwam uiteindelijk uit als De Havilland Goblin. Halford's bedrijf werd in 1944 overgenomen door De Havilland, maar Frank Halford bleef werken aan straalmotoren, turbopropmotoren en raketmotoren.

## Afbeeldingen

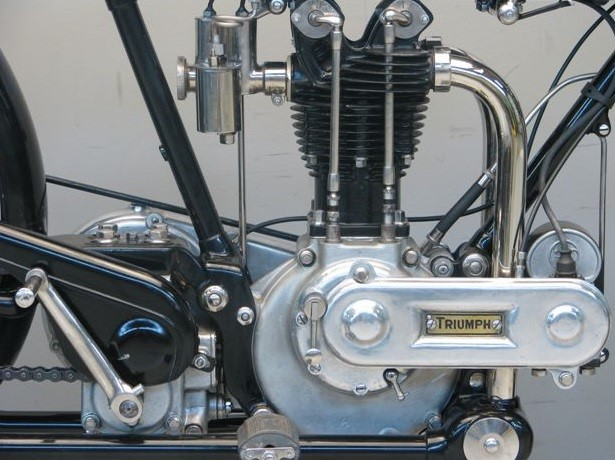
De zijklepmotor van Triumph werd door Frank Halford omgebouwd tot kopklepmotor met vier kleppen.
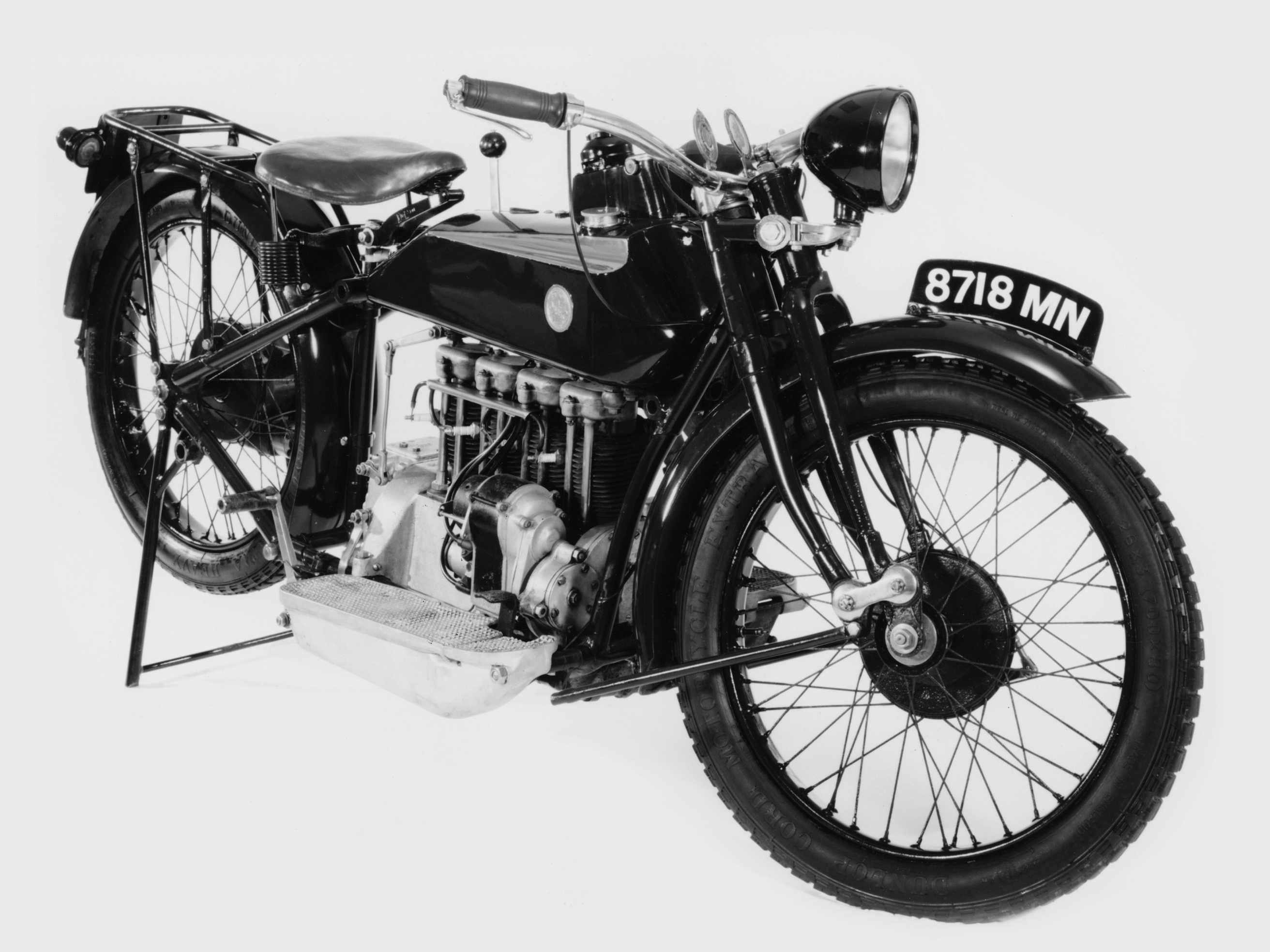
de Vauxhall viercilinder van Frank Halford.
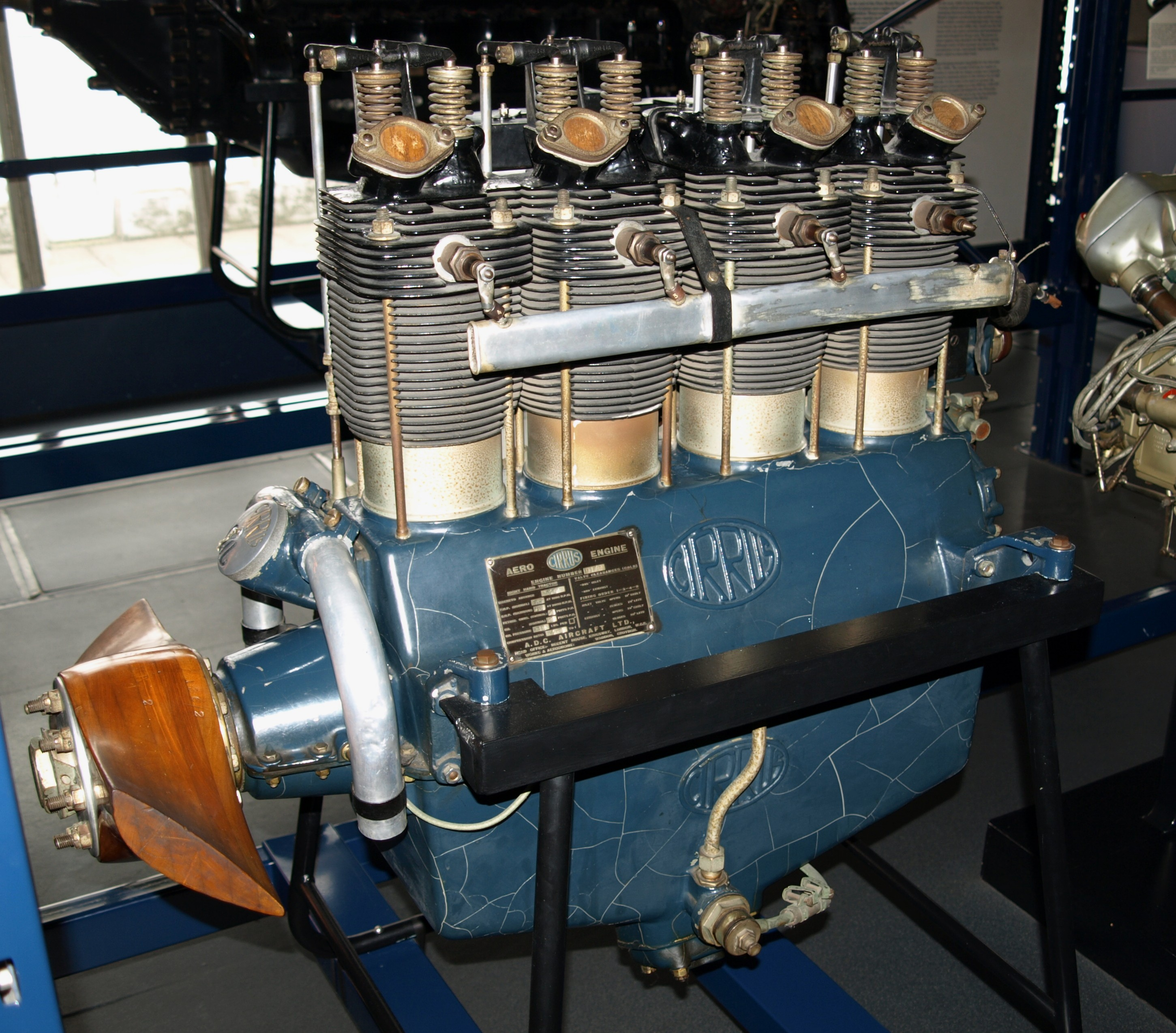
ADC Cirrus-vliegtuigmotor
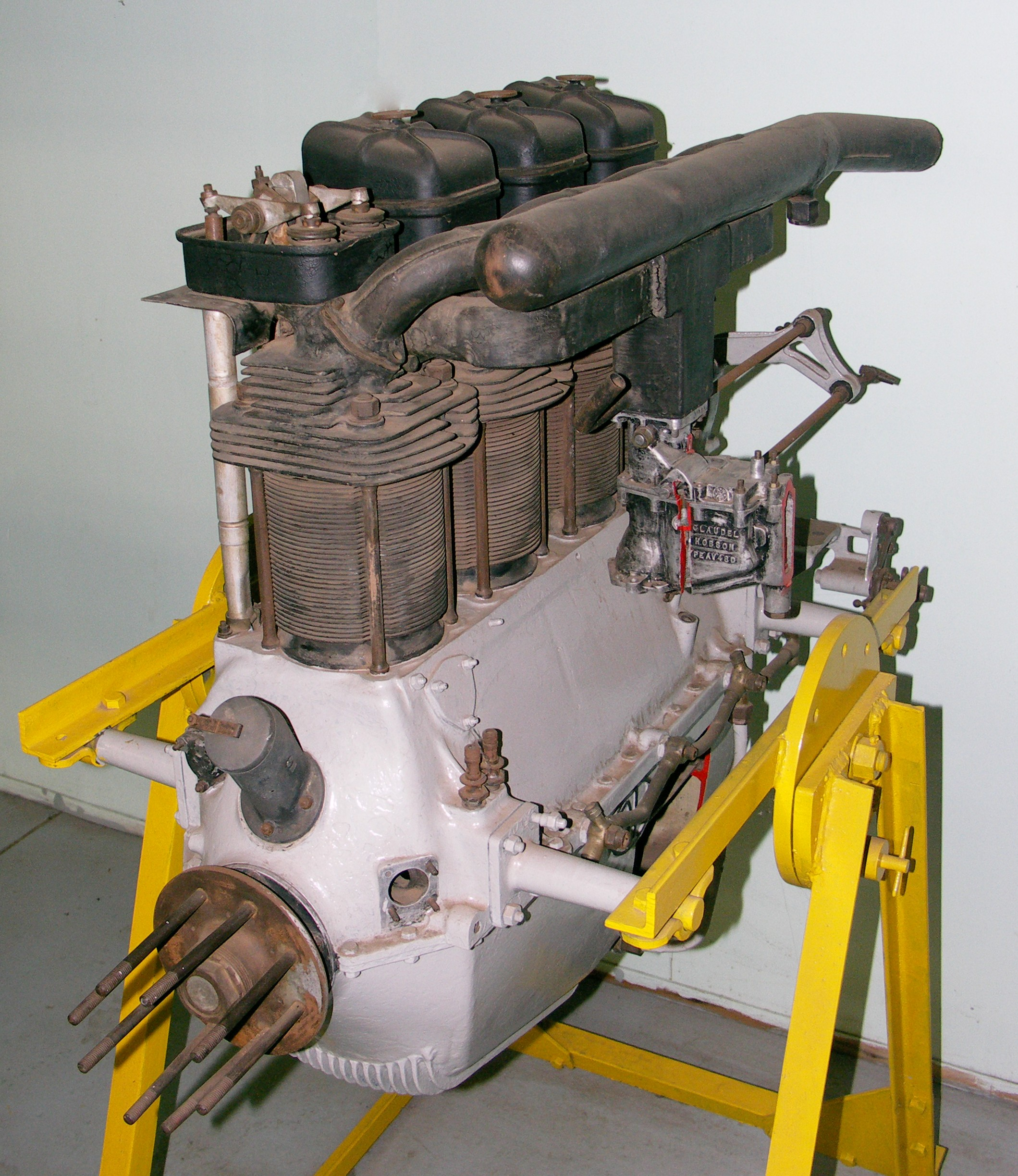
De Havilland Gipsy-vliegtuigmotor
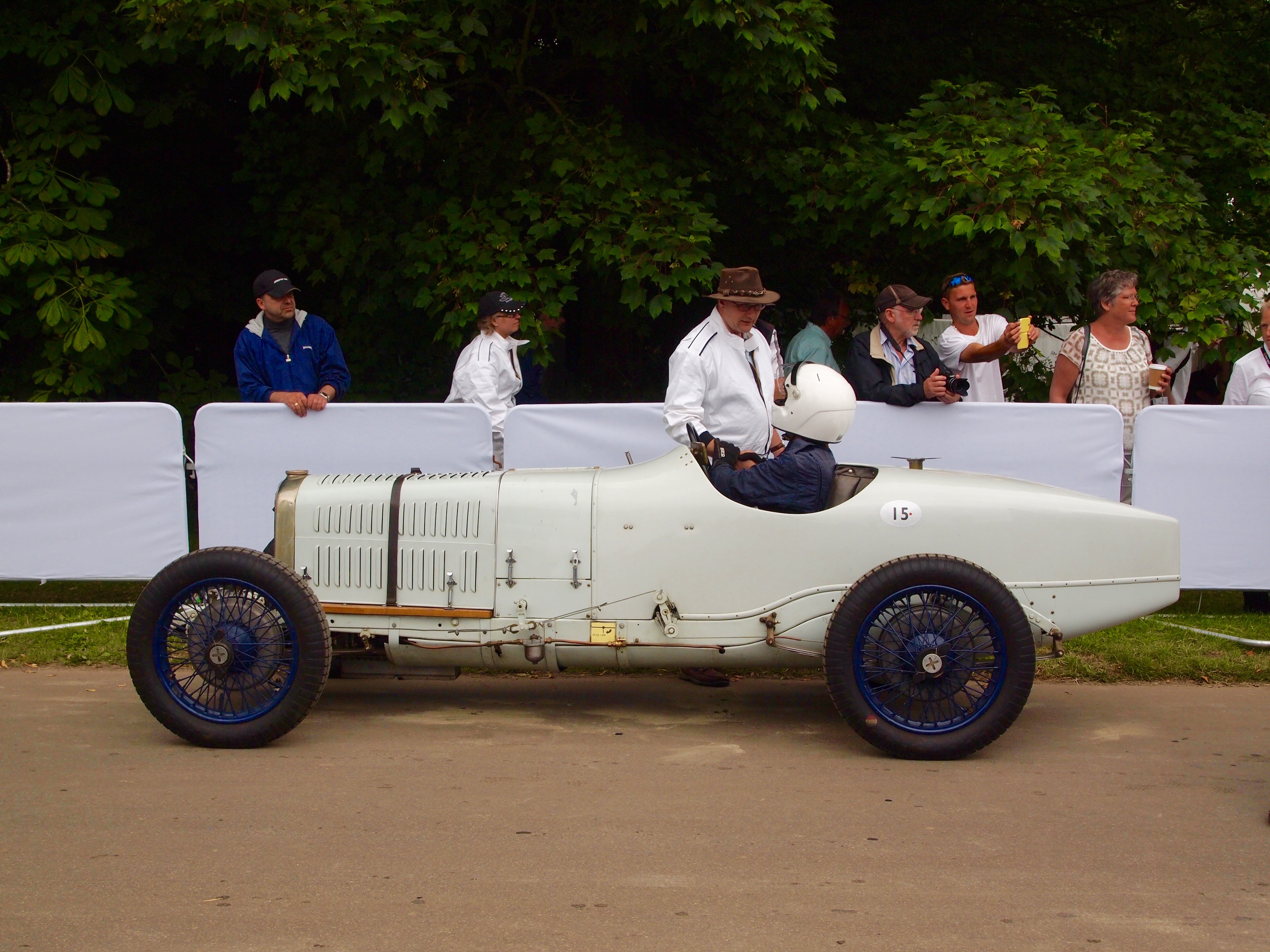
Halford Special
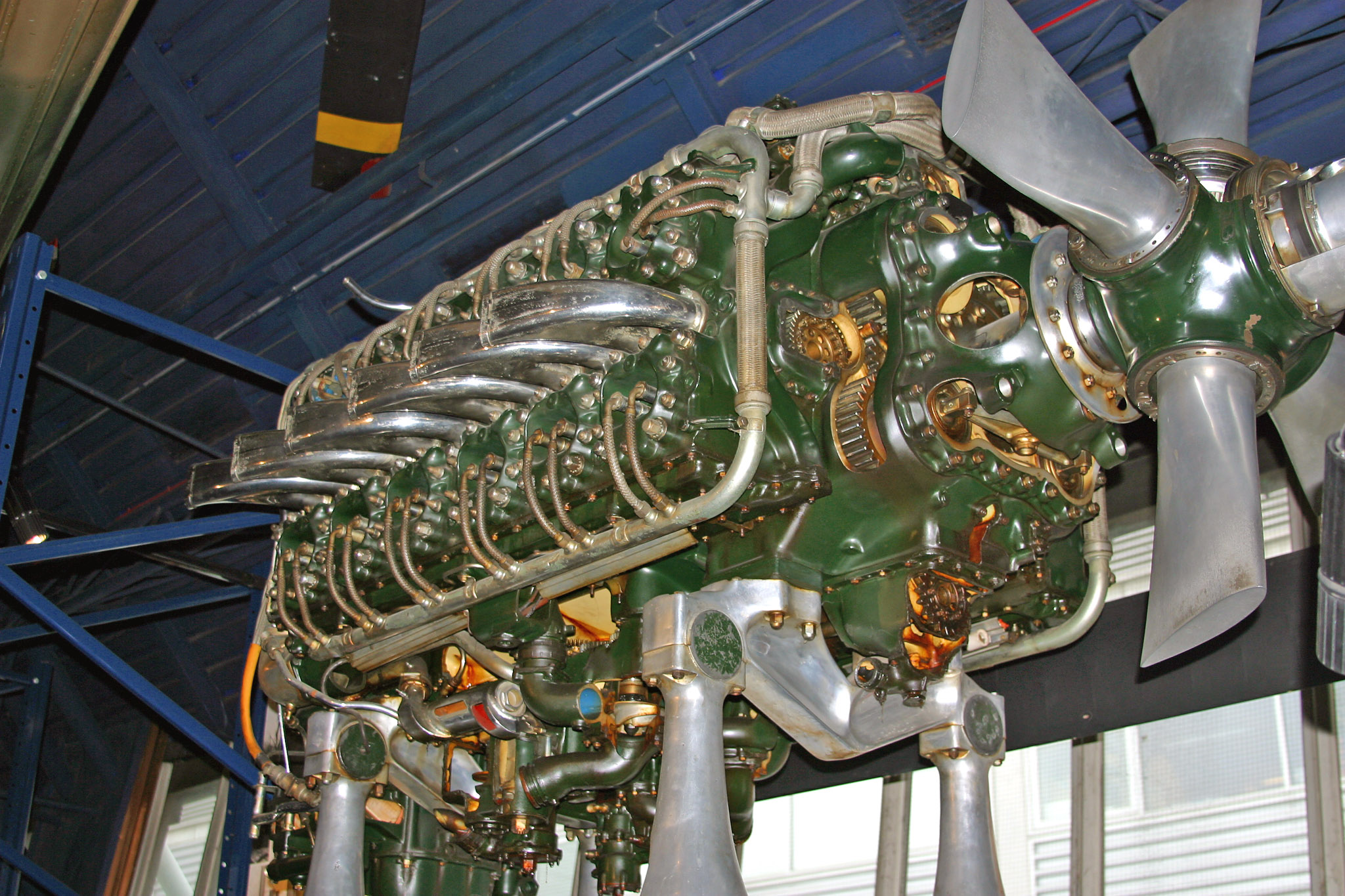
Napier Sabre-vliegtuigmotor
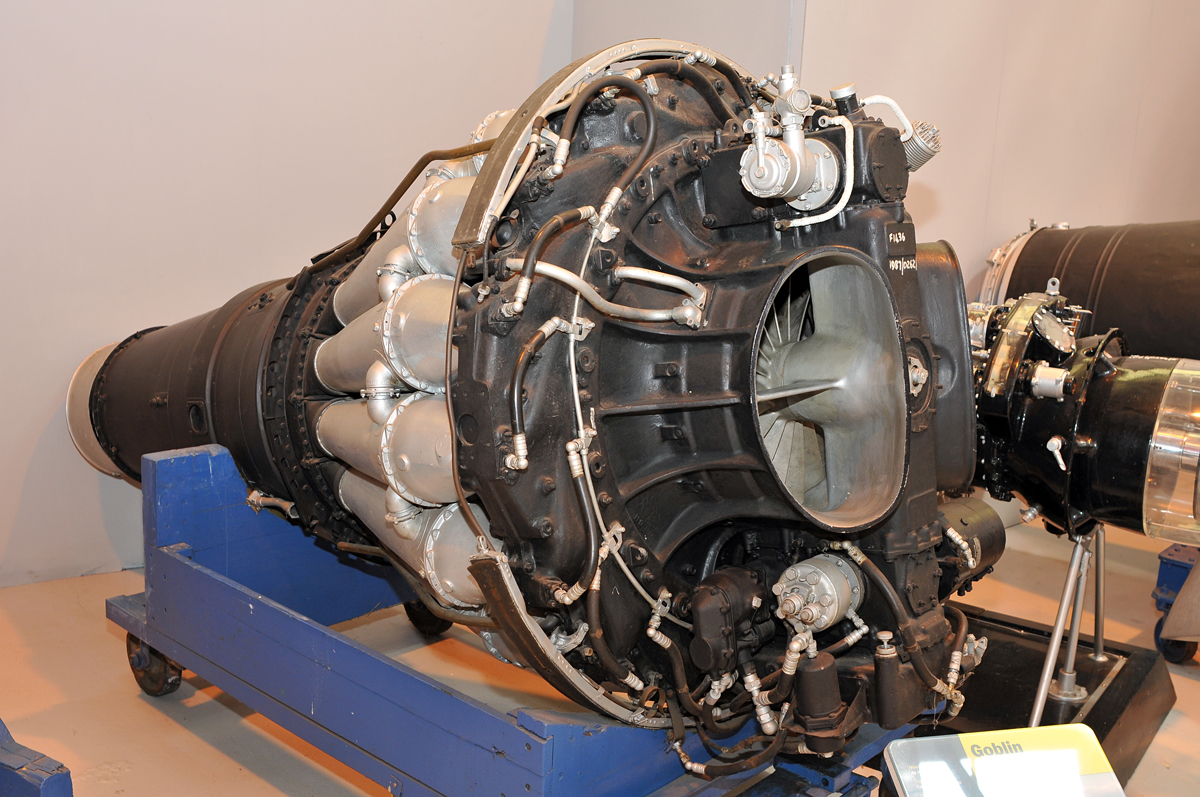
De Havilland Goblin-straalmotor